# UBA5
UBA5 (англ. Ubiquitin like modifier activating enzyme 5) – білок, який кодується однойменним геном, розташованим у людей на короткому плечі 3-ї хромосоми.  Довжина поліпептидного ланцюга білка становить 404 амінокислот, а молекулярна маса — 44 863.
| 10         |  | 20         |  | 30         |  | 40         |  | 50         |
| ---------- |  | ---------- |  | ---------- |  | ---------- |  | ---------- |
| MAESVERLQQ |  | RVQELERELA |  | QERSLQVPRS |  | GDGGGGRVRI |  | EKMSSEVVDS |
| NPYSRLMALK |  | RMGIVSDYEK |  | IRTFAVAIVG |  | VGGVGSVTAE |  | MLTRCGIGKL |
| LLFDYDKVEL |  | ANMNRLFFQP |  | HQAGLSKVQA |  | AEHTLRNINP |  | DVLFEVHNYN |
| ITTVENFQHF |  | MDRISNGGLE |  | EGKPVDLVLS |  | CVDNFEARMT |  | INTACNELGQ |
| TWMESGVSEN |  | AVSGHIQLII |  | PGESACFACA |  | PPLVVAANID |  | EKTLKREGVC |
| AASLPTTMGV |  | VAGILVQNVL |  | KFLLNFGTVS |  | FYLGYNAMQD |  | FFPTMSMKPN |
| PQCDDRNCRK |  | QQEEYKKKVA |  | ALPKQEVIQE |  | EEEIIHEDNE |  | WGIELVSEVS |
| EEELKNFSGP |  | VPDLPEGITV |  | AYTIPKKQED |  | SVTELTVEDS |  | GESLEDLMAK |
| MKNM       |  |            |  |            |  |            |  |            |

A: Аланін

C: Цистеїн

D: Аспарагінова кислота

E: Глутамінова кислота

F: Фенілаланін

G: Гліцин

H: Гістидин

I: Ізолейцин

K: Лізин

L: Лейцин

M: Метіонін

N: Аспарагін

P: Пролін

Q: Глутамін

R: Аргінін

S: Серин

T: Треонін

V: Валін

W: Триптофан

Кодований геном білок за функцією належить до фосфопротеїнів. 
Задіяний у таких біологічних процесах як убіквітинування білків, поліморфізм, альтернативний сплайсинг. 
Білок має сайт для зв'язування з АТФ, нуклеотидами, іонами металів, іоном цинку. 
Локалізований у цитоплазмі, ядрі.